# 10057 L'Obel
10057 L'Obel eller 1988 CO1 är en asteroid i huvudbältet som upptäcktes den 11 februari 1988 av den belgiske astronomen Eric W. Elst vid La Silla-observatoriet. Den är uppkallad efter botanikern Matthias de l'Obel.
Asteroiden har en diameter på ungefär 8 kilometer.